# Martine De Graef
Martine De Graef (Duffel, 7 november 1963) is een Belgische politica.

## Levensloop
De Graef werd in 1987 lid van het plaatselijke bestuur van de PVV te Sint-Katelijne-Waver. Bij de gemeenteraadsverkiezingen in 1988 behaalde ze als voorzitter en lijsttrekker de eerste liberale gemeenteraadszetel in de geschiedenis van de Belgische gemeente en in 1991 werd ze verkozen tot provincieraadslid van de provincie Antwerpen. Tijdens de legislatuur 2000-2006 was ze bestendig afgevaardigde voor haar partij, die in 1992 de naam had veranderd in VLD.
Na de gemeenteraadsverkiezingen van 2006 ontstond er een breuk in de plaatselijke VLD, nadat het bestuur Ronny Slootmans had voorgedragen voor een schepenambt. Zowel Martine De Graef als Martine Verbist besloten daarop als onafhankelijke raadsleden een coalitie te sluiten met het kartel CD&V/N-VA. Dit resulteerde in een bestuur van CD&V/N-VA en 2 onafhankelijken.
In april 2007 maakte De Graef bekend dat ze voor de Belgische federale verkiezingen 2007 - net als Martine Verbist - zou opkomen voor Lijst Dedecker. Als tweede kandidaat op de lijst voor de Kamer van volksvertegenwoordigers – na lijsttrekker Jurgen Verstrepen – behaalde ze 5215 voorkeurstemmen, niet voldoende om verkozen te zijn. In 2009 stond ze derde op de LDD lijst voor het Vlaams Parlement voor de verkiezingen van 7 juni 2009 in de kieskring Antwerpen.
In oktober 2011 werd bekendgemaakt door Martine De Graef (en haar andere onafhankelijke partners) dat ze een coalitie zouden vormen met CD&V Sint-Katelijne-Waver voor de Belgische gemeenteraadsverkiezingen in 2012. Bij deze verkiezingen mocht zij op de tweede plaats staan na aftredend burgemeester Eddy Vercammen. 